# Гилберт, Джон (натуралист)
Джон Ги́лберт (англ. John Gilbert; 1812, Лондон, Англия — 28 июня 1845, Австралия) — английский натуралист и путешественник.
Гилберт родился в Лондоне, учился на таксидермиста и работал по специальности в местном зоологическом обществе. Там он познакомился с Джоном Гульдом и его женой Элизабет, с которыми в мае 1838 года отправился в Австралию. В основном был коллекционером птиц и других животных, хотя также собирал растения для Джона Гульда на юго-западе Западной Австралии с 1840 по 1842 год. Гилберт изготовил 432 чучела птиц (среди которых было представлено 36 новых видов) и собрал 318 экземпляров млекопитающих (включая 22 новых вида).
Джон Гилберт погиб 28 июня 1845 года в результате ранения копьём во время ночного нападения аборигенов. Незадолго до этого происшествия его попутчики-аборигены изнасиловали несколько женщин из другого местного племени, и соплеменники пострадавших таким образом отомстили обидчикам.